# پردیس سینمایی بهمن شهرکرد
پردیس سینمایی بهمن (نام پیشین: سینما ونوس) یک پردیس سینمایی در شهر شهرکرد، ایران است.

## تاریخچه
پردیس سینمایی بهمن در سال ۱۳۴۲ با یک سالن با ظرفیت ۴۸۳ نفر در یک مجموعه فرهنگی هنری با نام (ونوس) تأسیس شد. سینما بهمن، پس از پیروزی انقلاب در دهه ۸۰ بازسازی شد و در سال ۱۳۹۹ بعد از بازسازی مجدد و تبدیل به اولین پردیس سینمایی پنج سالنه با درجه مدرن مجدداً شروع به کار کرد. این پردیس سینمایی دارای چهار سالن مسقف و یک سالن روباز است. سالن یک این مجموعه با ظرفیت ۲۲۳ نفر علاوه بر اکران فیلم به عنوان سالن تئاتر نیز قابل استفاده است.

## عملیات بازسازی و تبدیل به پردیس سینمایی
عملیات بازسازی سینما بهمن از اسفند ۱۳۹۸ آغاز و در خرداد ۱۴۰۰ به پایان رسید. با به پایان رسیدن این عملیات بازسازی سینما بهمن که فقط یک سالن سینما داشت به پردیس سینمایی بهمن شهرکرد تبدیل شد که دارای ۴ سالن سینما مجموعاً با گنجایش حدود چهارصد نفر است. پردیس سینمایی بهمن شهرکرد از خرداد ۱۴۰۰ فعالیت خود را پس از گذشت حدود یک سال تعطیلی به علت بازسازی از سر گرفت.